# 織田信秀 (信長之子)
織田信秀（1571年 - 1596年），日本戰國時代大名織田信長的六男，與織田信長的父親同名。幼名大洞，教名伯多祿（Petro）。又名織田三吉郎，官至從四位下侍從，通稱羽柴三吉侍從。

## 生平
本能寺之變後侍奉豐臣秀吉，跟隨秀吉而參與九州征伐。在1585年被賜姓羽柴，同年7月就任從四位下侍從。1587年初成為基督教徒。文祿之役時駐紮肥前國名護屋城，之後事蹟不明。據「織田家雜錄」記載，在文祿年間因麻瘋病病逝於京都，但卻因證據不足而頗具爭議。